# Torben Hansen
Torben Hansen (ur. 27 października 1951 w Tveje-Merløse) – duński piłkarz występujący na pozycji napastnika.

## Kariera klubowa
Hansen karierę rozpoczynał w sezonie 1972 w drugoligowym zespole Holbæk B&I. W 1973 roku przeszedł do niemieckiego Bayernu Monachium, grającego w Bundeslidze. W jego barwach nie rozegrał jednak żadnego spotkania i w 1974 roku wrócił do Holbæk B&I, grającego już w pierwszej lidze. W sezonie 1975 wywalczył z zespołem wicemistrzostwo Danii, a sezonie 1977 spadł z nim do drugiej ligi. W 1979 roku zakończył karierę.

## Kariera reprezentacyjna
W reprezentacji Danii Hansen wystąpił jeden raz, 23 września 1973 w wygranym 1:0 meczu Mistrzostw Nordyckich z Norwegią.